# Stanisław Szostecki
 (janvier 2018).
Stanisław Szostecki, né le 15 janvier 1968 à Sokołów Małopolski et mort le 3 novembre 2021 à Fribourg-en-Brisgau, est un lutteur polonais.

## Palmarès

### Championnats d'Europe
- Médaille d'argent en catégorie des moins de 48 kg en 1991